# トーピード (自動車)

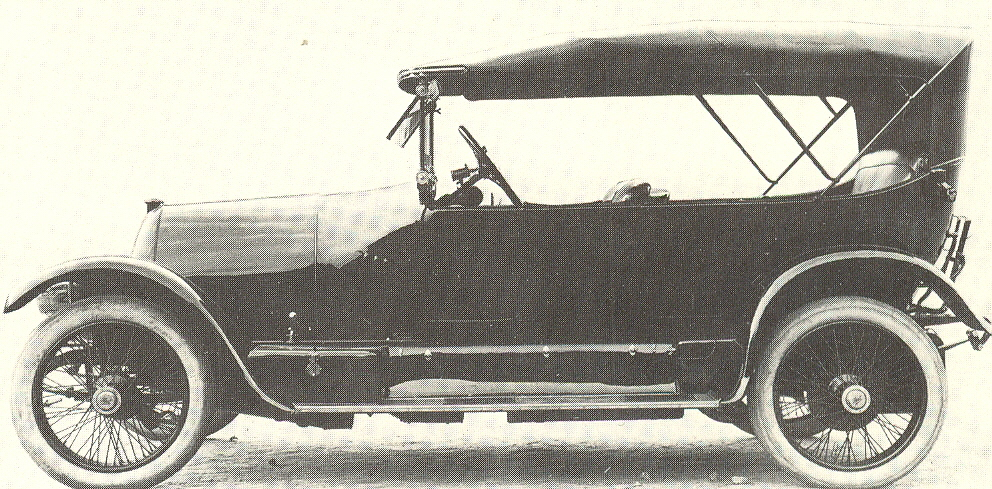
1912年式フィアット・3型トーピード

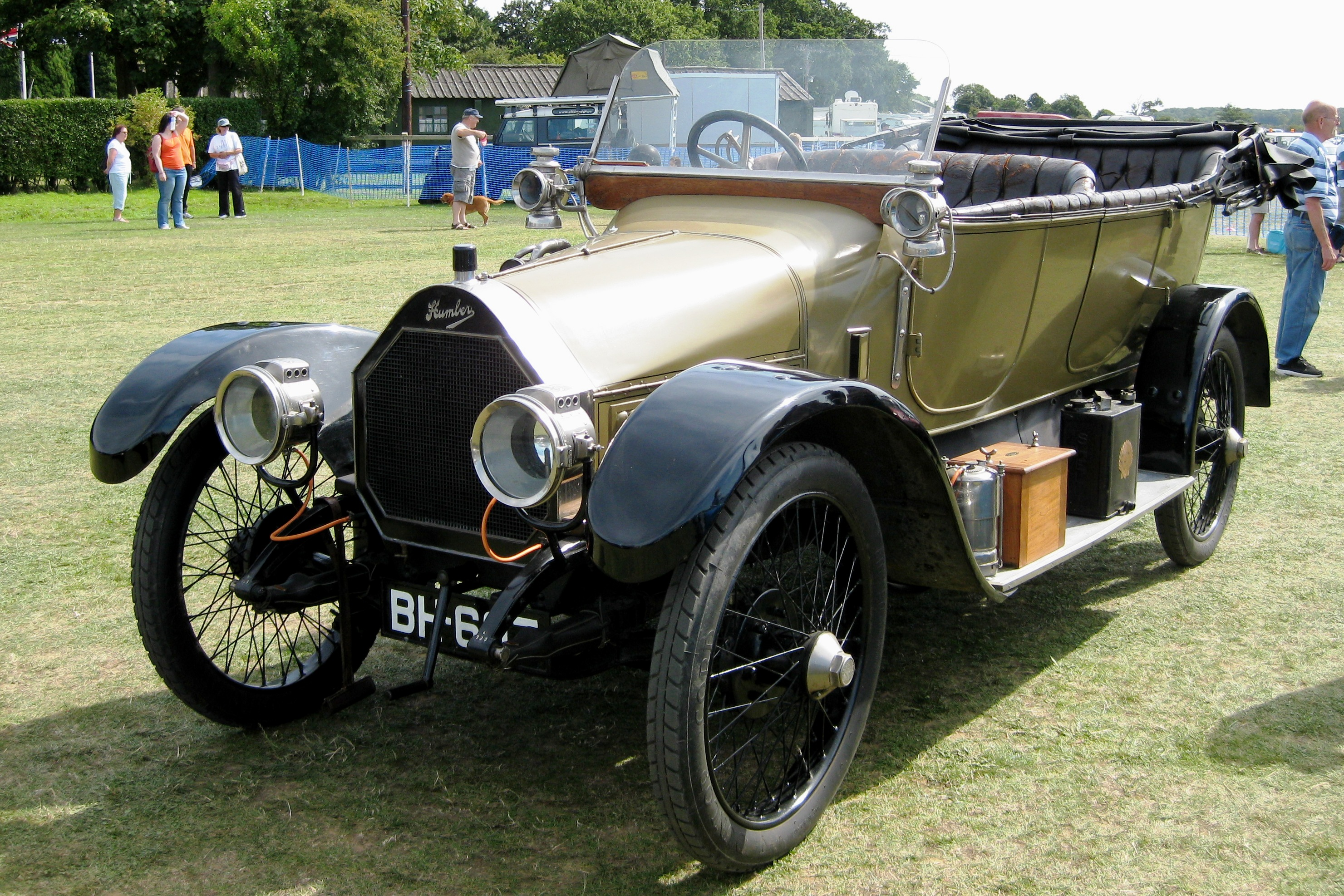
1914年式ハンバー11型トーピード

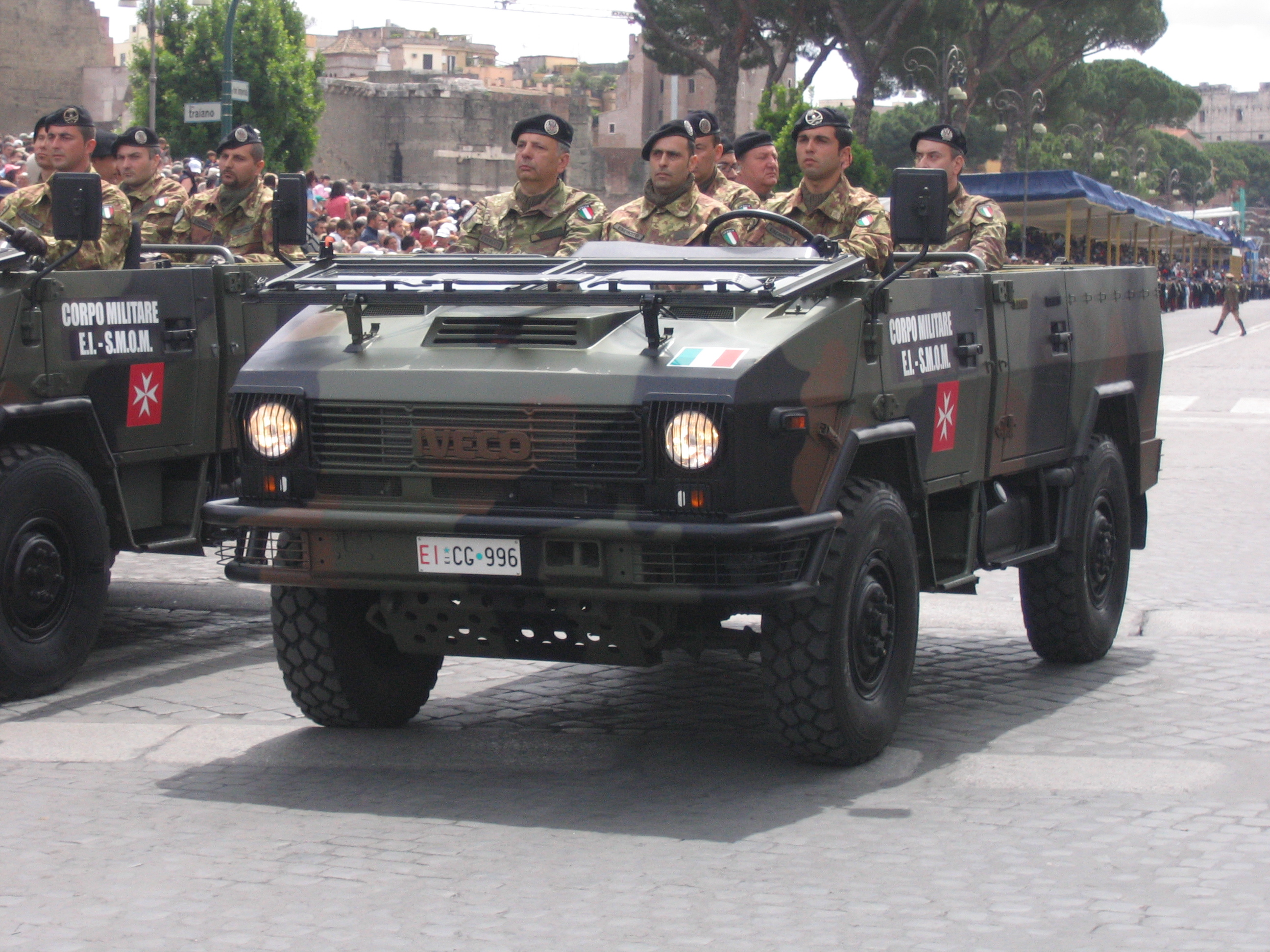
イヴェコ・VM 90トーピード

トーピード（英: torpedo）型は、1908年から1930年代中頃まで使用された自動車の車体形状の一類型である。流線形の断面と、折りたたみ式または取り外し可能なソフトトップを有していた。"Torpedo" は英語で魚雷の意味。トーピード形状は、ボンネットのラインが車のウエストラインと同じ高さになるように持ち上げられ、その結果、前から後ろまで直線的なベルトラインになっている。
1908年、フランスのグレゴワール車を輸入していたロンドンのセオ・マスイが流線型のボディをデザインし、「Torpedo」と名付けたのが始まりである。
トーピードのボディスタイルは、通常、4人または5人乗りのツーリングカー（固定ルーフのない車）に装着され、取り外し可能または折りたたみ式のルーフ（屋根）、低いサイドパネルとドアを備えていた。Bピラーはなく、フロントガラスを支える垂直材のみが存在していた。
似たようなスタイルにフェートン、バケットがある。
また、ボンネットを持つトラックにもこの名称が使われる。